# 劉學聖
劉學聖（1882年—1965年），字子睿，山西省渾源縣人，畢業於山西西學專齋採礦冶金科，宣統三年進士。

## 生平
- 光緒三十二年，於山西西學專齋第三期畢業，取列中等，准作舉人[1]。
- 宣統三年，經學部考試得74.03分，列優等；四月丁酉引見，賞給進士出身[2]。
- 民國時曾任山西工專校教員，山西礦產化分局技士.渾源中學校長兼教員，天津市礦政監督公署稽查，工巡捐務處科長，山西警務處督察員，晉華紙煙廠原料系主任，陝南第七中學教員。
- 建政後，任平遙中學教員.是平遙縣政協會常務委員，山西省人代會代表。1953年8月，被聘為山西省文史研究館館員[3]。